# Station Kobyłka
Station Kobyłka is een spoorwegstation in de Poolse plaats Kobyłka.